# Combertault
Combertault ist eine französische Gemeinde mit 539 Einwohnern (Stand: 1. Januar 2022) im Département Côte-d’Or in der Region Bourgogne-Franche-Comté (vor 2016 Bourgogne); sie gehört zum Arrondissement Beaune und zum Kanton Ladoix-Serrigny. 

## Geographie
Combertault liegt etwa 33 Kilometer südsüdwestlich von Dijon am Fluss Bouzaise. Umgeben wird Combertault von den Nachbargemeinden Ruffey-lès-Beaune im Norden und Nordosten, Meursanges im Osten, Sainte-Marie-la-Blanche im Süden, Levernois im Westen sowie Beaune im Nordwesten.

## Bevölkerung
| Jahr                       | 1962 | 1968 | 1975 | 1982 | 1990 | 1999 | 2006 | 2011 | 2019 |
| Einwohner                  | 109  | 118  | 133  | 185  | 223  | 275  | 447  | 540  | 529  |
| Quellen: Cassini und INSEE |      |      |      |      |      |      |      |      |      |

## Sehenswürdigkeiten

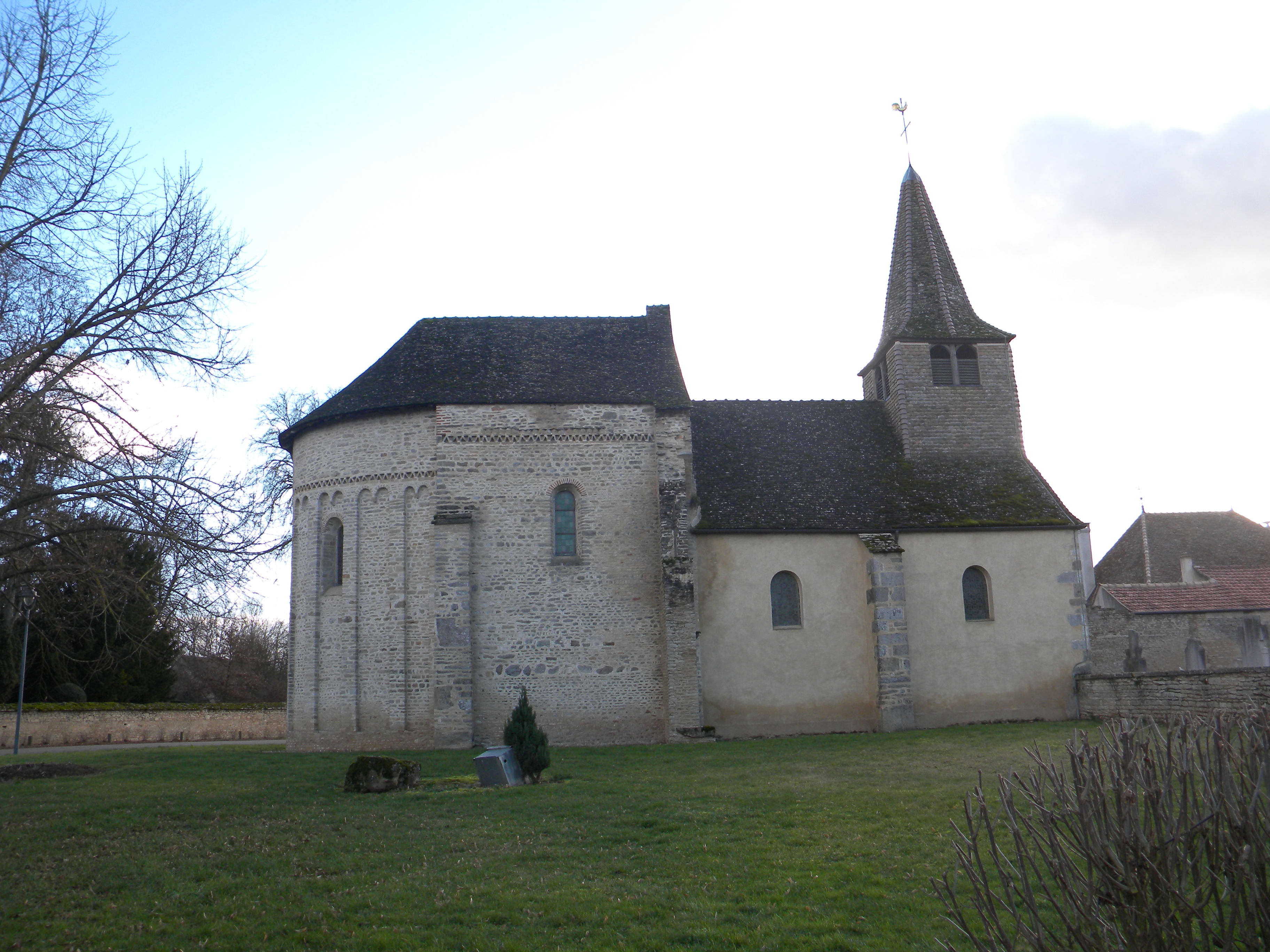
Kirche Saint-Hippolyte

- Ehemalige Klosterkirche der Abtei Saint-Hippolyte, 1030 erbaut, 1790 aufgelöst, seit 1967 Monument historique

## Persönlichkeiten
- Jean-Baptiste Pallegoix (1805–1862), Apostolischer Vikar (1841–1862) in Ost-Thailand (vormals Siam)